# Paolo Montin
Paolo Montin (ur. 18 listopada 1976 w Asolo) – włoski kierowca wyścigowy.

## Kariera
Montin rozpoczął karierę w wyścigach samochodowych w roku 1998, od startów we  Włoskiej Formule 3, gdzie wygrał wyścig i pięciokrotnie stawał na podium. Dorobek 113 punktów dał mu tytuł wicemistrzowski. W tym samym sezonie był dziesiąty w Grand Prix Makau oraz czwarty w Masters of Formula 3. W późniejszych latach startował także w Formule 3 Korea Super Prix, Włoskiej Formule 3000, Europejskim Pucharze Formuły 3, All-Japan GT Championship, Japońskiej Formule 3, Formule 3 Euro Series, Super GT Japan, GT3 Cup -Coppa Paul Frère oraz we Włoskim Pucharze Porsche Carrera. W Formule 3 Euro Series wystartował w 2005 roku z włoską ekipą Ombra Racing, jednak nigdy nie zdobywał punktów.